# Station Morra-Lioessens

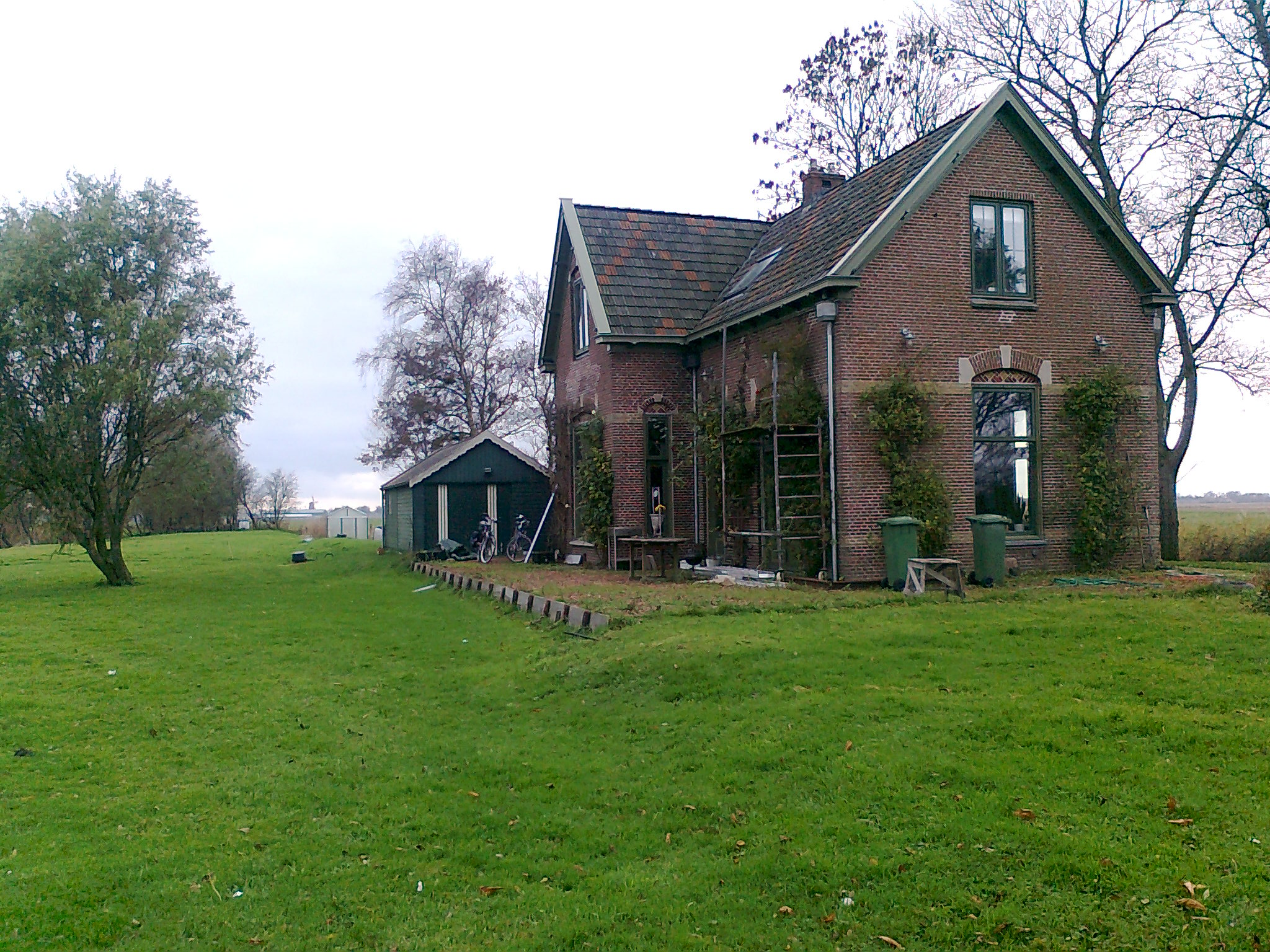
Het voormalig station (2011)

Station Morra-Lioessens (Ml) was een stopplaats aan de voormalige spoorlijn Leeuwarden - Anjum. De halte tussen de buurtschappen Morra en Lioessens werd geopend op 24 augustus 1913 en gesloten op 15 mei 1935. Het stationsgebouw uit 1909 bestaat nog steeds en verkeert in nagenoeg originele staat.
Dit station is gebouwd naar het stationsontwerp met de naam Standaardtype NFLS, dat voornamelijk werd gebruikt voor verschillende spoorwegstations in Friesland. Het station Morra-Lioessens viel binnen het type NFLS halte 3e klasse.